# 邁克·萊文
邁克·萊文（英語：Michael Ted Levin，1978年10月20日—）是美国的一位政治家，所屬政黨是民主黨。自2019年開始，他擔任加利福尼亚州第49國會選區的聯邦眾議員。